# Kapala (Sikasso)
Pour les articles homonymes, voir Kapala (homonymie).
Kapala est une commune du Mali, dans le cercle et la région de Sikasso.